# Unturned
Unturned es un videojuego independiente sandbox, con opción multijugador, de género de supervivencia-apocalipsis (survival más abreviado) actualmente en desarrollo por Nelson Sexton.
En lugar de centrarse en ser un juego multijugador masivo ofrece a los jugadores un sistema fácil para asentarse y sobrevivir a la plaga zombi con sus amigos. En el transcurso de una aventura típica, los grupos se divertirán fortificando lugares, hurgando en busca de suministros y tratando de vivir de la tierra y la negociación con otras personas. El juego fue lanzado el 7 de julio de 2017 en la plataforma Steam.

## Las características principales del videojuego
- Fortificación: Los jugadores pueden construir imponentes fuertes de bloques de construcción, o construir edificios más pequeños con barricadas. También es posible crear trampas y sistemas electrónicos complejos. Constantemente se añaden más opciones para la construcción sobre la base de las solicitudes de la comunidad.

- Supervivencia: Es perfectamente posible vivir el desierto por la tala de árboles y las rocas, la producción de cultivos y de animales para cazar. El tipo de cosas de supervivencia que se añade es del todo decidido por la comunidad.

- Explora: El juego va a donde la comunidad quiere que lo haga. El mapa de la liberación inicial se establece en la Isla PEI, el creador (Nelson Sexton) ha puesto nuevos mapas en Unturned para el disfrute de los jugadores, sin olvidar que ellos también pueden crear sus propios mapas o descargarlos en Steam.

- Grupos: Crea un grupo con tus amigos y en el juego se verá como una mafia para disfrutar el juego en solitario: no se podrán hacerse daño entre sí, ya sea en las modalidades multiplayer, arenas, PVP y survival.

- Misiones En ciertos lugares de los mapas Rusia y Hawái, puedes encontrar lugares llenos de personas, las cuales te darán misiones distintas y como premio te darán experiencia.
- Reputación En el juego, hay un sistema de reputación. Según como actúes con los supervivientes, se te disminuirá o incrementará la reputación: si matas a un jugador te disminuirá, y si completas misiones se te incrementará
- Compra y Venta Los supervivientes del barco LIBERATOR te ofrecerán sus servicios de compra y venta, donde podrás vender o comprar objetos

- Versión 3.26.0.2
- Última versión de "Unturned" en Steam.

- Actualmente el videojuego se encuentra en Juego Completo[4] 46 logros actualmente.
- Nota: Todas las notas de las actualizaciones del videojuego se encuentran en la página web de "Unturned" de Steam.

## Argumento
Te conviertes en un superviviente en alguna región del mundo. Deberás enfrentarte a un virus desconocido descubierto, manipulado e investigado por la corporación Scorpion 7 (o Aegis en Hawaii). Todo está destruido, y tu misión será reconstruirlo. Además, hay pequeños grupos de supervivientes a los que podrás unirte haciéndoles favores.

## Sistema de creación o fabricación de objetos
Unturned tiene un sistema de creación de momento poco intuitivo que te permite fabricar objetos que te ayudarán durante tu aventura apocalíptica zombi. La pestaña de creación la encontrarás en el menú de tu inventario con el símbolo de un pico y un hacha.
Hay objetos que puedes fabricar: puedes encontrarlos por el mapa, así que no siempre tienes que fabricar para obtener lo que buscas.
Durante tu travesía por el mapa de Unturned te encontrarás árboles y rocas que puedes conseguir utilizando estas herramientas, que tendrás que buscar por el mapa, como picos (para extraer la roca) y hachas o sierras eléctricas (para talar los árboles).
Cuando tengas los materiales vas a la pantalla de creación y puedes empezar a construir y a fabricar.